# Cabales
Los cabales es uno de los palos flamencos considerados como matrices, es decir, originarios.
En realidad, los cabales no son más que una seguiriya cambiá, atribuida a la célebre cantaora María Borrico, aunque la denominación procede de una anécdota del cantaor El Fillo con el torero Paquiro, situada a mediados del siglo XIX.